# Australosepsis inusitata
Australosepsis inusitata är en tvåvingeart som beskrevs av Iwasa 2008. Australosepsis inusitata ingår i släktet Australosepsis och familjen svängflugor. Inga underarter finns listade i Catalogue of Life.